# Bulleit

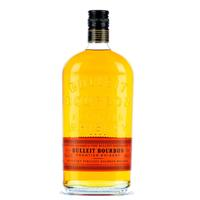
Bulleit Bourbon

Bulleit ist eine weltweit vertriebene Whiskey-Marke des Diageo-Konzerns. Unter dem Label Bulleit werden Bourbon Whiskey und Rye Whiskey verkauft. Bulleit Bourbon wurde bis Ende 2013 von Four Roses in Kentucky produziert, über den derzeitigen Herstellungsort bestand Unklarheit, Bulleit Rye wird in der MGP Distillery in Indiana produziert und dann von Diageo in eigenen Flaschen unter eigenem Namen verkauft.
Für einen Bourbon enthält die Maische für Bulleit Bourbon mit 28 % einen ungewöhnlichen hohen Anteil an Roggen, was dem Whiskey seinen besonderen Geschmack verleiht. Der Rye Whiskey hat einen Roggenanteil von 95 % in der Maische und damit mehr Roggen als die meisten anderen Rye Whiskeys, deren Roggenanteil meist nur wenig über den gesetzlich vorgeschriebenen 51 % liegt.
In den Jahren 2016 bis 2017 wurde eine neue große Brennerei mit Besucherzentrum in Shelbyville, Kentucky errichtet und 2019 für Besucher geöffnet. Der Bau sollte 115 Millionen US-Dollar kosten und 1,8 Millionen Gallonen (~ etwa 38.000 Hektoliter) Bourbon im Jahr produzieren. Auf insgesamt 300 Acres (etwa 120 Hektar) sollten dort neben der Produktionsanlage sechs Lagerhäuser entstehen, in denen der Whiskey reift.
Vor der Eröffnung der neuen Brennerei gab es seit September 2014 ein Besucherzentrum in der ehemaligen Stitzel-Weller Distillery in Shively, Kentucky, in der Diageo den Bulleit Bourbon abfüllte und lagerte. Das Besucherzentrum mit einer kleinen Mikrodestillerie war Teil des Kentucky Bourbon Trails.

## Produkte
Verkauft wird der Bulleit Whiskey in 5 Verschiedenen  Varianten:
- Bulleit Bourbon (4 Jahre alt, Maische aus 68 % Mais, 28 % Roggen und 4 % Gerste. 45%vol)
- Bulleit 95 Rye (4 Jahre alt, Maische aus 95 % Roggen und 5 % Gerste. 45%vol)
- Bulleit Bourbon 10 Years Old (10 Jahre alt, 45,6%vol)
- Bulleit Barrel Strength (ohne Altersangabe, 59,6%vol)
- Bulleit Blenders Select (ohne Altersangabe, 50%vol)

## Brennerei
Diageo lässt seinen Whiskey bisher in anderen Großbrennereien produzieren und füllt ihn dann in eigene Flaschen ab. Aufgrund des Bourbon-Booms seit etwa 2000 werden derzeit US-weit die Destillery-Kapazitäten knapp, sodass Diageo sich entschloss, für 115 Millionen US-Dollar eine eigene Brennerei in Kentucky zu bauen.

## Geschichte und Marketing
Tom Bulleit gab in den 1990ern seine Arbeit als Anwalt auf und begann – eigenen Angaben zufolge –, nach Rezept seines Urgroßvaters August Bulleit Bourbon-Whiskey zu produzieren. Ob Augustus Bulleit wirklich existierte und ob er tatsächlich Whiskey brannte, ist allerdings unklar. Diageo kaufte Bulleit 1997. Seitdem ist Bulleit einer der am stärksten expandierenden Premium-Whiskeys am Markt. Seit 2011 lässt Diageo auch Rye Whiskey produzieren.
Beworben wird die Marke mit Tom Bulleit, Nachfahre einer Brennerei-Familie aus dem 19. Jahrhundert, auf deren Rezept Diageo zufolge der heutige Bulleit-Whiskey beruht. Eine Eigenschaft, die bei der Werbung hervorgehoben wird, ist Anti-Established. Im Gegensatz zu anderen Marken des Diageo-Konzerns wie Johnnie Walker oder Smirnoff betreibt Diageo nur wenig offensives Marketing. Stattdessen setzt Diageo für den Vertrieb von Bulleit vor allem auf den prononcierten Roggen-lastigen Geschmack, den im Vergleich zu anderen Premium-Whiskeys günstigen Preis und das Flaschendesign mit hohem Wiedererkennungswert.